# Gare de Rang-du-Fliers - Verton
Gare de Rang-du-Fliers - Verton – stacja kolejowa w Rang-du-Fliers, w departamencie Pas-de-Calais, w regionie Hauts-de-France, we Francji.
Jest stacją Société nationale des chemins de fer français (SNCF), obsługiwaną przez pociągi: TGV, TERGV, Intercités i TER Nord-Pas-de-Calais.